# Муелас-дель-Пан
Муелас-дель-Пан (ісп. Muelas del Pan) — муніципалітет в Іспанії, у складі автономної спільноти Кастилія-і-Леон, у провінції Самора. Населення — 782 особи (2010).
Муніципалітет розташований на відстані близько 230 км на північний захід від Мадрида, 18 км на захід від Самори.
На території муніципалітету розташовані такі населені пункти: (дані про населення за 2010 рік)
- Сересаль-де-Алісте: 125 осіб
- Муелас-дель-Пан: 490 осіб
- Рікобайо-де-Альба: 154 особи
- Вільяфлор: 13 осіб

## Демографія
Динаміка населення (INE ):